# Våttemperatur
Våttemperatur eller kylgränstemperatur är den lägsta temperatur som kan nås genom direkt evaporativ kylning (avdunstningskylning). 
Antag att vi har en liten mängd vatten som vi utsätter för ett luftflöde. Under förutsättning att luften inte har en relativ fuktighet (RH) på 100 % (Φ=1) kommer vi att få en koncentrationsskillnad mellan vattenångans partialtryck i luftbulken och vattenångans partialtryck direkt ovanför vattenytan (vattnets ångtryck). Denna skillnad kommer att ge upphov till ett flöde av vattenånga från hög till låg koncentration och eftersom luften hela tiden flödar och då byts ut kommer koncentrationsskillnaden att bibehållas. Flödet av vattenånga kommer att vara direkt beroende av koncentrationsskillnaden och därför direkt beroende av RH i luften. Då vattnet avdunstar kommer det att gå åt energi (ångbildningsvärme) och denna måste tas någonstans ifrån. Om vi antar att luften och vattnet initialt håller samma temperatur kommer energin till största del att tas från vattnet så att det kyls av. Till slut kommer det inte att kylas av mer och då kommer den energi som krävs för avdunstningen att tas från luften, då säger man att en termisk jämvikt uppnåtts. Det är vid detta tillstånd som man mäter vattnets temperatur vilken är luftens våttemperatur. 
Givet av detta innebär det att: 
1. När RH=100 % finns ingen koncentrationsskillnad → ingen avdunstning → ingen kylning av vattnet → våttemperatur=vanlig temperatur
2. I och med att avdunstningen är direkt beroende av luftens RH kommer således luftens våttemperatur att vara ett mått på fukthalten i luften, precis som fuktkvot, vattenångans partialtryck etc. som kan användas tillsammans med torra temperaturen för att bestämma en punkt entydigt i ett mollierdiagram.

Våttemperaturen kan mätas med en termometer vars känselkropp är inbäddad i en våt duk eller dylikt. Den inbäddade känselkroppen skall utsättas för forcerad ventilation (drag) och skyddas mot strålningsutbyte från omgivningen. Termometern kyls då av vätskan (vattnet) som avdunstar. I princip kan också en annan vätska än vatten komma ifråga, men oftast är det underförstått att färskvatten avses. I en psykrometer ingår förutom en vanlig termometer en våt termometer konstruerad på detta sätt.
Våttemperaturen är alltid lägre än den lufttemperatur som man mäter med en torr termometer, såvida inte den relativa luftfuktigheten är 100 procent. Ju lägre den relativa luftfuktigheten är, desto större blir kyleffekten och därmed skillnaden mellan de båda temperaturerna. Skillnaden varierar också något med lufttrycket. Dygnsvariationen hos våttemperaturen är normalt betydligt mindre än dygnsvariationen hos lufttemperaturen. 
Om andra ämnen, till exempel salter, är lösta i vattnet, så blir våttemperaturen högre. En saltlösning från vilken vatten får avdunsta till atmosfären kan nå den saltkoncentration vid vilken saltlösningens våttemperatur blir lika med lufttemperaturen, mätt med en torr termometer.